# 심영성
심영성(沈永星, 1987년 1월 15일 ~ )은 대한민국의 전 축구 선수로, 선수 시절 포지션은 스트라이커다. 현재 제주 유나이티드의 스카우터로 활동하고 있다.

## 유년기
제주특별자치도 제주시 출생으로 제주서초등학교, 제주중학교, 제주제일고등학교를 졸업하였다.

## 축구인 생활

### 클럽
2004년 성남 일화 천마에 입단하여 K-리그에 데뷔했으나, 3년동안 하우젠 컵을 포함하여 16경기를 뛰는데 그쳤다. 2006년 자신의 고향인 제주특별자치도를 연고지로 하는 제주 유나이티드로 이적한 뒤, 그 해 리그에서 8경기를 뛰었다.
2007년 러시아 프리미어리그의 FC 모스크바로의 이적설이 떠돌기도 하였지만, 성사되진 않았다.
2008 K-리그에선 18경기에 나서 3골 3도움을 올렸으나, 2009시즌은 25경기 1골로 마감하며 제주 유나이티드에서 뛴 이래 가장 부진한 성적을 거뒀다.
2010년 1월 10일 교통사고를 당해, 오른쪽 슬개골이 수십개의 조각으로 파열되는 큰 부상을 입었다. 이때 소속팀이었던 제주 유나이티드는 계약해지를 할 수 있는 상황이었지만 재계약과 함께 수술비 전액을 부담하며 물심양면으로 그를 도와주었다. 5차례의 수술을 거치며 5개월 동안의 병상 생활과 9개월간의 재활을 끝내고 2011년 4월 1일 팀훈련에 복귀했다.
2011년 6월 29일 제주월드컵경기장서 열린 수원 삼성과의 러시앤캐시컵 2011 8강 경기에서 복귀전을 치렀다. 2012년 5월 23일 2012 FA컵 32강전 경기에 출전하여 골을 성공시키며 3년 만의 득점을 기록하였다.
2012년 시즌 중반 강원 FC로 임대되었다.
공익근무요원으로 복무한 2013년부터 2014년까지 K3리그 포천 시민축구단에서 임대 신분으로 선수 생활을 병행하였고, 2015 시즌을 앞두고 제주에 복귀하였다.
2016 시즌을 앞두고 K리그 챌린지의 강원 FC로 이적하였다.
2017년 서울 이랜드로 이적하였다. 2017년 5월 3일 K리그 챌린지 10라운드 성남 FC와의 원정 경기에서 이적 후 첫 골을 터뜨렸다. 2018년 1월 8일 자유계약대상자로 풀려났다.
서울 이랜드에서 자유계약 선수로 풀린 후 내셔널리그 팀 부산교통공사에 자유계약 선수로 입단하였다. 2018년 3월 21일 내셔널리그 개막전에서 천안시청을 상대로 이적 후 첫 골을 넣었지만, 팀은 2-1로 패배하였다.
2018시즌이후 현역 은퇴를 결정했다.

### 은퇴 이후
2019시즌을 앞두고 제주 유나이티드의 스카우터로 임명되었다.

### 국가대표
2006년 AFC U-20 축구 선수권 대회에서 득점왕을 차지하며 베스트 11 격인 미래의 아시아 스타에 선정되는 등 청소년 국가대표팀에서 뛰어난 활약을 펼치며 대한민국의 차세대 국가대표 스트라이커로 평가받기도 했다. 2007년 FIFA U-20 월드컵에 국가대표로 출전하였다.

## 플레이 스타일
결정력에서 아쉬움을 보이지만, 왕성한 활동력으로 끊임없이 득점 찬스를 만들어내며, 특유의 재치 있는 움직임과 스피드를 살린 예리하고 빠른 공간 침투를 보여준다.

## 기록

### 클럽
- 2017년 9월 16일 기준

| 시즌        | 클럽                     | 디비전      | 리그 | 리그 | 리그 | FA 컵 | FA 컵 | FA 컵 | 리그 컵 | 리그 컵 | 리그 컵 | 대륙 대회 | 대륙 대회 | 대륙 대회 | 합계 | 합계 | 합계 |
| 시즌        | 클럽                     | 디비전      | 출장 | 득점 | 도움 | 출장  | 득점  | 도움  | 출장    | 득점    | 도움    | 출장      | 득점      | 도움      | 출장 | 득점 | 도움 |
| ----------- | ------------------------ | ----------- | ---- | ---- | ---- | ----- | ----- | ----- | ------- | ------- | ------- | --------- | --------- | --------- | ---- | ---- | ---- |
| 2004        | 성남 일화 천마           | 1부         | 6    | 0    | 0    | 0     | 0     | 0     | 0       | 0       | 0       | 0         | 0         | 0         | 6    | 0    | 0    |
| 2005        | 성남 일화 천마           | 1부         | 0    | 0    | 0    | 0     | 0     | 0     | 0       | 0       | 0       | –         | –         | –         | 0    | 0    | 0    |
| 2006        | 성남 일화 천마           | 1부         | 1    | 0    | 0    | 1     | 0     | 0     | 0       | 0       | 0       | –         | –         | –         | 2    | 0    | 0    |
| 2007        | 제주 유나이티드 FC       | 1부         | 8    | 0    | 1    | 2     | 0     | 0     | 0       | 0       | 0       | –         | –         | –         | 10   | 0    | 1    |
| 2008        | 제주 유나이티드 FC       | 1부         | 19   | 3    | 1    | 0     | 0     | 0     | 0       | 0       | 0       | –         | –         | –         | 19   | 3    | 1    |
| 2009        | 제주 유나이티드 FC       | 1부         | 16   | 3    | 3    | 3     | 0     | 1     | 0       | 0       | 0       | –         | –         | –         | 19   | 3    | 4    |
| 2010        | 제주 유나이티드 FC       | 1부         | 21   | 1    | 1    | 0     | 0     | 0     | 0       | 0       | 0       | –         | –         | –         | 21   | 1    | 1    |
| 2011        | 제주 유나이티드 FC       | 1부         | 7    | 0    | 0    | 0     | 0     | 0     | 0       | 0       | 0       | 0         | 0         | 0         | 7    | 0    | 0    |
| 2012        | 제주 유나이티드 FC       | 1부         | 0    | 0    | 0    | 1     | 1     | 0     | –       | –       | –       | –         | –         | –         | 1    | 1    | 0    |
| 2012        | 강원 FC (임대)           | 1부         | 9    | 1    | 0    | 0     | 0     | 0     | –       | –       | –       | –         | –         | –         | 9    | 1    | 0    |
| 2013        | 포천 시민축구단 (군복무) | K3리그      | 0    | 0    | 0    | 1     | 0     | 0     | 0       | 0       | 0       | –         | –         | –         | 1    | 0    | 0    |
| 2014        | 포천 시민축구단 (군복무) | K3리그      | 0    | 0    | 0    | 3     | 1     | 0     | 0       | 0       | 0       | –         | –         | –         | 3    | 1    | 0    |
| 2015        | 제주 유나이티드 FC       | 1부         | 0    | 0    | 0    | 1     | 0     | 0     | –       | –       | –       | –         | –         | –         | 1    | 0    | 0    |
| 2016        | 강원 FC                  | 2부         | 30   | 4    | 2    | 1     | 0     | 0     | –       | –       | –       | –         | –         | –         | 31   | 4    | 2    |
| 2017        | 서울 이랜드 FC           | 2부         | 16   | 2    | 1    | 1     | 0     | 0     | –       | –       | –       | –         | –         | –         | 17   | 2    | 1    |
| 커리어 통산 | 커리어 통산              | 커리어 통산 | 133  | 14   | 9    | 14    | 2     | 1     | 0       | 0       | 0       | 0         | 0         | 0         | 147  | 16   | 10   |

## 수상

### 개인
- 2001년 탐라기 전국중학교축구대회 최다득점상 수상
- 2003년 부산 MBC 전국고교축구대회 최다득점상 수상
- 2006년 AFC U-20 축구 선수권 대회 득점왕 수상
- 2014년 K3 챌린저스리그 2014 도움상 수상

### 클럽

#### 성남 일화 천마
- 하우젠 컵 우승 1회 (2004년)
- 하우젠 컵 준우승 1회 (2006년)
- AFC 챔피언스리그 준우승 1회 (2004년)
- K3 챌린저스리그 우승 1회 (2013년)

#### 포천 시민축구단
- K3리그 우승 1회 : (2013년)